# Ходжалы 613 (пьеса)
«Ходжалы 613» (азерб. Xocalı 613) — музыкальная пьеса французского композитора Пьера Тиллоя, посвященная памяти жертв Ходжалинской резни, во время которой произошло массовое убийство жителей азербайджанского города Ходжалы армянскими вооружёнными формированиями.
Произведение написано для скрипки, балабана, ударных инструментов и струнного оркестра. Композитор использовал народные азербайджанские мелодии «Лачин» и «Сары Гелин», звучащие на фоне насыщенного оркестрового исполнения военных маршей и звуков конфликта.

## История создания
Пьеса «Ходжалы 613» была написана Пьером Тиллоем в 2013 году в память о 613 мирных жителях азербайджанского города Ходжалы, убитых 26 февраля 1992 года армянскими вооруженными формированиями во время Нагорно-Карабахского конфликта.
Сам композитор написал об этой пьесе так:
«Ходжалинская резня является одной из самых наглядных и кошмарных трагедий в коллективной памяти азербайджанского народа, связанной с печальным затяжным Нагорно-карабахским конфликтом, от которого  продолжает страдать целый народ.

Существует механизм, обычно называемый «память», который служит защитой от забвения и стоит на страже человеческого достоинства без вульгарного пафоса. «Память» всегда была творческим знаменем композиторов и художников, которые способны, выйдя за рамки политического или революционного контекста, напомнить людям об основных вехах, сложных моментах и драмах, что трогает их до самой глубины души».

## Премьера
Мировая премьера пьесы «Ходжалы 613» состоялась 21 февраля 2013 2013 года, в Парижской церкви св. Роха (en:Église Saint-Roch (Paris)), в рамках мероприятий, организованных французским представительством Общества Европа-Азербайджан (ОЕА) в память о 21-й годовщине Ходжалинской резни. На концерте присутствовали около 350 слушателей, в том числе сенаторы, члены Национальной Ассамблеи и послы.
Концертная программа состоялась в исполнении лондонского оркестра «Орион» под руководством дирижера и композитора Лорана Петижерара; партию балабана исполнил музыкант Ширзад Фаталиев, партию скрипки — первая азербайджанская выпускница Джульярдской школы Нью-Йорка, советник ОЕА по вопросам культуры Сабина Ракчеева.
Несколько дней спустя, 26 февраля, премьера пьесы «Ходжалы 613» тем же составом под управлением Лорана Петижерара состоялась в Лондоне, в рамках концерта, посвященного памяти жертв Ходжалинской резни. Концерт проходил на площади св. Джона Смита, рядом со зданием Парламента, на нём присутствовало более 500 слушателей, в том числе члены Парламента и дипломаты, был организован Европейско-азербайджанским обществом (TEAS).
5 июня 2015 года состоялась премьера пьесы в Баку на сцене Азербайджанской государственной филармонии (оркестр имени Узеира Гаджибейли, дирижёр Эйюб Кулиев, солисты Джамиля Гараюсифли — скрипка, Азиз Гараюсифли — кларнет, Бахыш Буньятов — балабан).

## Отзывы
Британский композитор Роббер Хагилл опубликовал статью о Ходжалы на сайте о мировой классической музыке, в котором также рассказывается о произведении французского композитора Пьера Тилоя «Ходжалы 613»..